# José Ignácio Ferreira
José Ignacio Ferreira GOMM (Vitória, 18 de maio de 1939) é um advogado, escritor, sociólogo e político brasileiro. Pelo Espírito Santo, foi governador, senador e deputado estadual, além de vereador da capital Vitória. Cassado pela ditadura militar, foi também condenado a prisão por crimes enquanto governador.
Filho de Aristóbulo Innocêncio Ferreira e de Jurandi Leite Ferreira, graduou-se na Faculdade de Direito do Espírito Santo (posteriormente integrada à UFES). Foi presidente da OAB seccional do Espírito Santo, por 2 mandatos consecutivos: de 1979 a 1981 e de 1981 a 1983.

## Trajetória política
Foi vereador (1963-1967), deputado estadual (1967-1969), senador (1983-1991 e 1995-1998) e governador do Espírito Santo (1999-2002) pelo PSDB – partido o qual ajudou a fundar. Terminou o mandato pelo Partido da Frente Liberal (PFL), atual União Brasil.
Enquanto senador, foi o primeiro na história da Sexta República Brasileira a, na qualidade de presidente interino do Senado, rejeitar uma medida provisória decretada pela presidência. Na ocasião, a MP 33/1989 de autoria de José Sarney e que dispunha sobre a exoneração de servidores federais admitidos sem concurso público (como por nepotismo) foi rejeitada por Ignácio.
Como candidato a governador em 1998 foi vencedor em 76 dos 77 municípios capixabas com 723.853 votos. Entre seus adversários estavam o ex-governador Albuíno Cunha de Azeredo (1991-1995) e o governador Renato Casagrande (2011-2014, 2019-atual).
Admitido à Ordem do Mérito Militar em 1990 pelo presidente Fernando Collor no grau de Comendador especial, Ignácio foi promovido em 2001 ao grau de Grande-Oficial por Fernando Henrique Cardoso.
Após realizar um governo impopular, acusado e posteriormente condenado por corrupção, terminou seu mandato desgastado. Encerrou em 2002 sua trajetória na vida pública, não mais ocupando, desde então, qualquer cargo eletivo.
Em 2019, foi condenado à prisão por nepotismo durante sua gestão como governador.